# ZIL-41047
La ZIL-41047 è un'autovettura full-size di lusso prodotta dalla Zavod Imeni Lichačëva dal 1985 al 2002. La produzione di serie delle vetture ZIL cessò perché i clienti storici delle vetture del marchio russo iniziarono a preferire i modelli d'alto livello fabbricati dalle case automobilistiche dei paesi occidentali. Tre esemplari del modello vennero invece realizzati per la parata della Giornata della Vittoria del 2010.

## Storia
Il modello poteva ospitare sette passeggeri compreso il guidatore ed era in grado di raggiungere una velocità massima di 190 km/h. La 41047 era dotata di un motore V8 da 7,7 L di cilindrata che erogava 315 CV di potenza a 4.600 giri al minuto. Il propulsore era montato anteriormente, mentre la trazione era posteriore. Il cambio era automatico a tre rapporti.
La Zil-41047 è comparsa nel Guinnes dei primati 1992 come l'auto di serie più pesante, con i suoi 3335 Kg.
Il modello sostituì nel 1985 la ZIL-4104. Rispetto al modello antenato, le differenze nella meccanica erano minime. Ciò che era diversa era invece la linea. Furono infatti modernizzati gli specchi retrovisori, gli indicatori di direzione ed i fanali anteriori. La vettura venne anche dotata di una consolle centrale.

## Le varianti
- ZIL-41047 (1985-2002). Modello base
- ZIL-41041 (1986-2000). Versione berlina
- ZIL-41042. Versione carro funebre
- ZIL-41044. Versione cabriolet
- ZIL-41052 (1988-2002). Versione limousine blindata
- ZIL-41072 «Скорпион» "Scorpion"(1989-1999). Versione per la scorta delle personalità politiche
- ZIL-4104R (1990). Utilizzata per il cinema
- ZIL-41047TB (1992). Versione limousine blindata (due esemplari prodotti)
- ZIL-410441 (2010). Versione realizzata in tre esemplari per la parata della Giornata della Vittoria del 2010